# 榮區
榮區（日语：／ Sakae ku */?）是日本神奈川縣橫濱市的18區之一，位于該市南部。1986年11月3日從戶塚區分割設立。

## 地理
榮區位於橫濱市南部，東西方向較長（東西約7km，南北約6km），東接金澤區、磯子區，西鄰戶塚區，南接鎌倉市，北鄰港南區。屬於過去相模國鎌倉郡（也有一部分屬於高座郡的說法），自古以來與鎌倉有深厚的淵源。榮區與金澤區的交界處是武藏國與相模國的國境。
商業區主要集中在本郷台站和大船車站週邊。區役所、警察局等政府機關集中在本郷台車站週邊。與南側鎌倉市接壤的大船繁華街與大船車站的月台，都橫跨榮區和鎌倉市兩地。
- 山：圓海山（山頂屬於磯子區）
- 河川：柏尾川、㹨川
- 湖沼：瀨上池

### 區名的由來
榮區是典型的祥瑞地名。
該區名稱透過公開募集選定，旨在期望本郷地區和豐田地區共榮，未來發展成為繁榮昌盛的新區，並祈願其蓬勃發展。所以最終決定了一個簡潔、語調優美，富有明快、華麗形象的區名。
| 順位 | 區名     |
| ---- | -------- |
| 1位  | 本鄉區   |
| 2位  | 南戶塚區 |
| 3位  | 湘南區   |
| 4位  | 榮區     |
| 5位  | 大船區   |
| 6位  | 根岸區   |
| 7位  | 光區     |
| 8位  | 戶塚南區 |
| 9位  | 上鄉區   |
| 10位 | 桂區     |

## 產業
主要產業是農林業及工業，有許多精密機械工業的大規模工廠。
- 住友電氣工業
- 尼康
- FANCL
- 芝浦 MECHATRONICS

## 教育

### 高等学校
- 神奈川縣立金井高等学校
- 神奈川縣立柏陽高等学校
- 神奈川縣立橫濱榮高等学校
- 山手学院高等学校

### 中学校
- 橫濱市立飯島中学校
- 橫濱市立桂台中学校
- 橫濱市立上鄉中学校
- 橫濱市立小山台中学校
- 橫濱市立西本鄉中学校
- 山手学院中学校
- 橫濱市立本鄉中学校

### 小学校
- 橫濱市立飯島小学校
- 橫濱市立笠間小学校
- 橫濱市立桂台小学校
- 橫濱市立上郷小学校
- 橫濱市立公田小学校
- 橫濱市立小菅谷小学校
- 橫濱市立小山台小学校
- 橫濱市立櫻井小学校
- 橫濱市立庄戶小学校
- 橫濱市立千秀小学校
- 橫濱市立豐田小学校
- 橫濱市立西本鄉小学校
- 橫濱市立本鄉小学校
- 橫濱市立本鄉台小学校

### 特別支援学校
- 橫濱市立本鄉特別支援学校

## 交通

### 鐵路
東日本旅客鐵道
- 根岸線：本鄉台站
  - 東海道線（上野東京線）、橫須賀線（湘南新宿線）戶塚站 - 大船站之間也通過區內，大船站位於鎌倉市大船（日语：大船），但笠間口位於榮區。

### 巴士
- 神奈川中央交通
- 江之電巴士

### 道路
- 縣道
  - 神奈川縣道21号橫濱鎌倉線（鎌倉街道）
  - 神奈川縣道23号原宿六浦線
  - 神奈川縣道203号大船停車場矢部線

## 友好交流都市
- 長野縣榮村
- 青森縣南部町
- 山形縣高畠町

## 觀光景點

### 主要設施
- 地球市民神奈川廣場（地球市民かながわプラザ）
- 本鄉富士山公園（本鄉ふじやま公園）
- 榮公会堂（榮運動中心）

### 名所
- 㹨川
- 貝殻坂

### 遺跡・史跡
- 笠間中央公園遺跡
- 公田上臈塚遺跡（公田町遺跡）
- 上臈塚（じょうろうづか）
- 荒吐神 - 榮區圖書館附近的祠堂，是市內唯一供奉東北信仰的製鐵之神「荒吐神」的地方[2]。
- 上鄉深田遺跡（深田製鐵遺跡）
- 上鄉猿田遺跡
- 㹨川流域橫穴墓群
- 長尾城（長尾台城）跡
- いぼとり地藏
- 瑜伽洞

### 寺社
- 皇女御前社（皇女神社）
- 玉泉寺
- 長光寺
- 長慶寺
- 證菩提寺
- 光明寺
- 定泉寺

### 自然
- 橫濱市市民之森
  - 飯島市民之森
  - 上鄉市民之森
  - 瀨上市民之森
  - 荒井澤市民之森
  - 鍛冶谷市民之森
- 橫濱自然觀察之森

## 知名出身人物
- 川瀨真由美（播音員）
- 河原隆一（前職棒選手）
- 長田秀一郎（職棒選手）
- 乙坂智（職棒選手）
- 眞木大輔（EXILE、歌手）
- 高橋拓（歌手）
- 山口森廣（演員）
- 長谷部茂利（足球選手）
- 結城耕造（足球選手）
- 杏小百合（藝人）
- 中倉隆道（NHK播音員）
- Legend松下（產品示範銷售員）
- 大谷桂太郎（歌舞伎演員）

## 外部連結
- OpenStreetMap上有關榮區的地理
- （日語） 官方网站